# Celastrus
Celastrus is een geslacht van planten uit de kardinaalsmutsfamilie (Celastraceae), dat ongeveer 30–40 soorten van snelgroeiende klimplanten omvat. Het geslacht heeft een groot verspreidingsgebied in Oost-Azië, Oceanië, Amerika en Madagaskar, waar het voorkomt in bossen in een tropisch tot gematigd klimaat. Veruit de grootste diversiteit bestaat in Oost-Azië, alleen al in China zijn er 16 endemische soorten. Het geslacht kreeg zijn naam van Carl Linnaeus in zijn Species plantarum uit 1753. De door hem gekozen geslachtsnaam Celastrus was al vóór Linnaeus in gebruik voor verschillende groenblijvende soorten en is afgeleid van het Griekse kelastra (groenblijvende boom).
In België en Nederland zijn er hoofdzakelijk twee soorten als sierplanten in de handel, de boomwurger (C. orbiculatus) en Celastrus scandens. De oorspronkelijk uit Oost-Azië afkomstige boomwurger wordt in de Europese Unie, de Verenigde Staten en Nieuw-Zeeland als een invasieve exoot beschouwd. In Nederland zijn ook ettelijke malen exemplaren van deze soort verwilderd aangetroffen en voorzichtigheidshalve verwijderd.

## Beschrijving
Celastrus-soorten zijn bladverliezende, zelden groenblijvende, slingerplanten die zich om de stam en de takken van bomen winden. Door de secundaire diktegroei van de stengels kunnen de vaten in de bast van de boom afgeknepen worden, waardoor een boom geheel of gedeeltelijk kan afsterven.
De verschillende soorten hebben ronde of hoekige takken die bedekt zijn met talrijke langwerpige of ronde, lichtkleurige kurkporiën. De bladeren zijn afwisselend geplaatst en typisch 5–20 cm lang. De steunblaadjes zijn klein, lijnvormig en vallen vroeg af. Het blad is meestal eivormig, behaard of kaal met een gave, gezaagde of gekartelde bladrand. Bij de meeste soorten wordt het blad in de herfst geel.
De meestal eenslachtige bloemen zijn klein, wit, roze of groenachtig en de bloeiwijze is pluimvormig. De vrouwelijke exemplaren krijgen gelige vruchten. De vrucht is een ongeveer bolvormige, zelden langwerpige, leerachtige doosvrucht met een doorsnee van 8–10 millimeter, die na rijping met drie kleppen openspringt en waarbij één tot zes zaden tevoorschijn komen. De zaden zijn elliptisch, rijk aan eiwitten en bijna volledig omsloten door een vlezige, rood- oranje- of geelkleurige zaadmantel. Ze worden door vogels gegeten, die de zaden na vertering uitscheiden waardoor deze verspreid worden. Voor mensen zijn ze giftig.

## Soorten
Het geslacht omvat 38 geaccepteerde soorten, die navolgend met auteursaanduiding en verspreidingsgebied zijn opgesomd:
- Celastrus aculeatus Merr. – China
- Celastrus angulatus Maxim. – China op 1000–2500 m hoogte
- Celastrus caseariifolius Lundell
- Celastrus cuneatus (Rehder & E.H.Wilson) C.Y.Cheng & T.C.Kao – Hubei en Sichuan
- Celastrus flagellaris Rupr. – Russische Verre Oosten, China, Japan en Korea
- Celastrus franchetianus Loes. – Yunnan
- Celastrus gemmatus Loes. – China en Taiwan
- Celastrus glaucophyllus Rehder & E.H.Wilson – China
- Celastrus hindsii Benth. – Azië, Japan en noordelijke Marianen
- Celastrus hirsutus Comber – Sichuan en in Yunnan
- Celastrus hookeri Prain – India, Nepal, Bhutan, Pakistan, Myanmar en China op 2500–3500 m hoogte
- Celastrus hypoleucoides P.L.Chiu – China
- Celastrus hypoleucus (Oliv.) Warb. ex Loes. – China
- Celastrus kusanoi Hayata – Hainan en Taiwan
- Celastrus lenticellatus Lundell
- Celastrus liebmannii Standl.
- Celastrus madagascariensis Loes.
- Celastrus membranifolius Prain
- Celastrus microcarpus D.Don
- Celastrus monospermoides Loes. – Yunnan en Nieuw-Guinea
- Celastrus monospermus Roxb. – India, Pakistan, Bangladesh, Myanmar en China
- Celastrus novoguineensis Merr. & L.M.Perry
- Celastrus orbiculatus Thunb. – Boomwurger – China, Japan en Korea
- Celastrus pachyrachis Lundell
- Celastrus panamensis Lundell
- Celastrus paniculatus Willd. – Azië, Malesië, Australië, Filipijnen en Nieuw-Caledonië
- Celastrus pringlei Rose
- Celastrus punctatus Thunb. – China, Japan en Taiwan
- Celastrus richii A.Gray
- Celastrus rosthornianus Loes. – China
- Celastrus scandens L. – Noord-Amerika
- Celastrus strigillosus Nakai
- Celastrus stylosus Wall. – China en tropisch Azië
- Celastrus subspicatus Hook.
- Celastrus vaniotii (H.Lév.) Rehder – China
- Celastrus virens (F.T.Wang & Tang) C.Y.Cheng & T.C.Kao – zuidelijk Yunnan
- Celastrus vulcanicola Donn.Sm.
- Celastrus xizangensis Y.R.Li

## Afbeeldingen

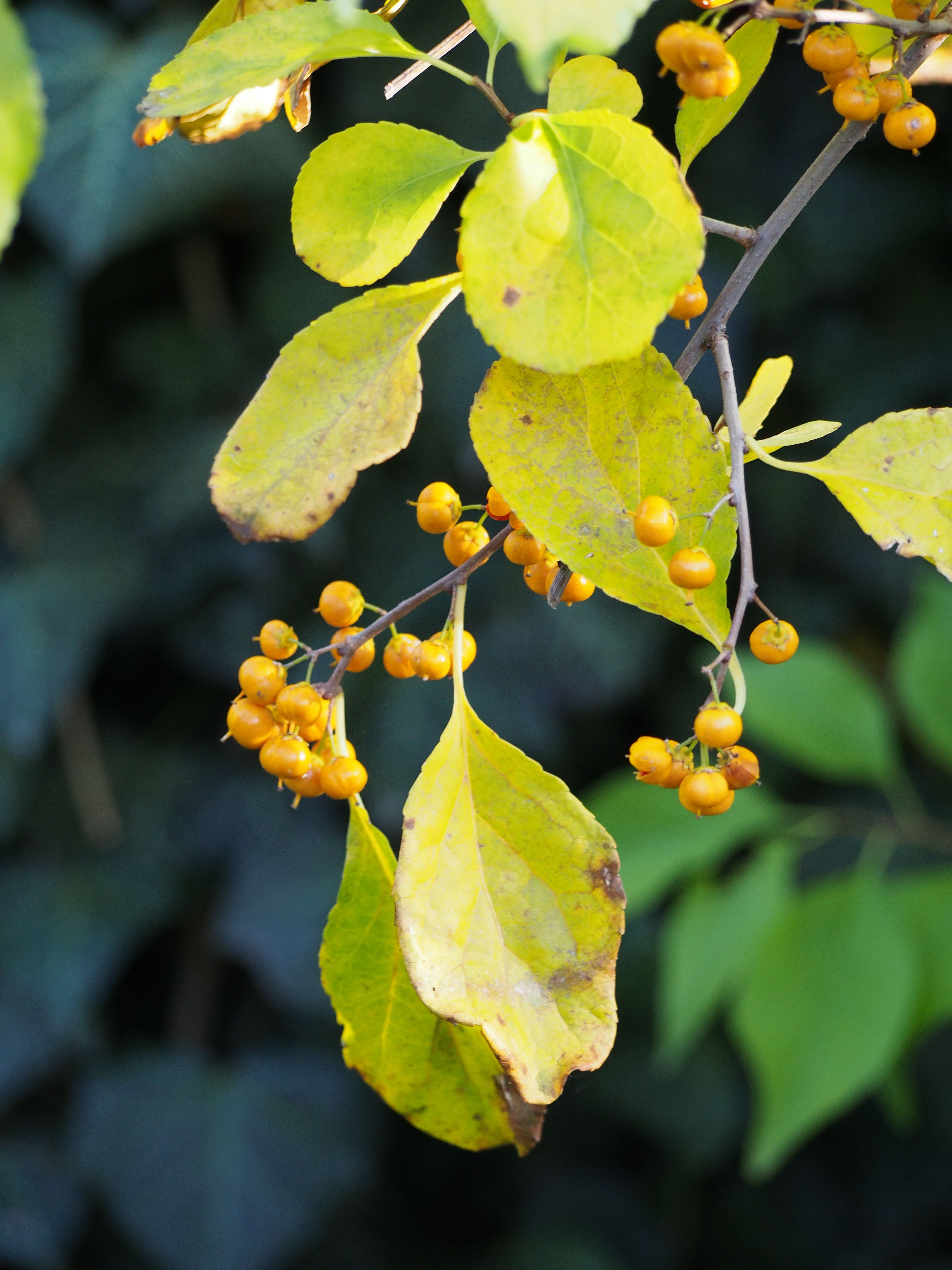
Celastrus hypoleucus
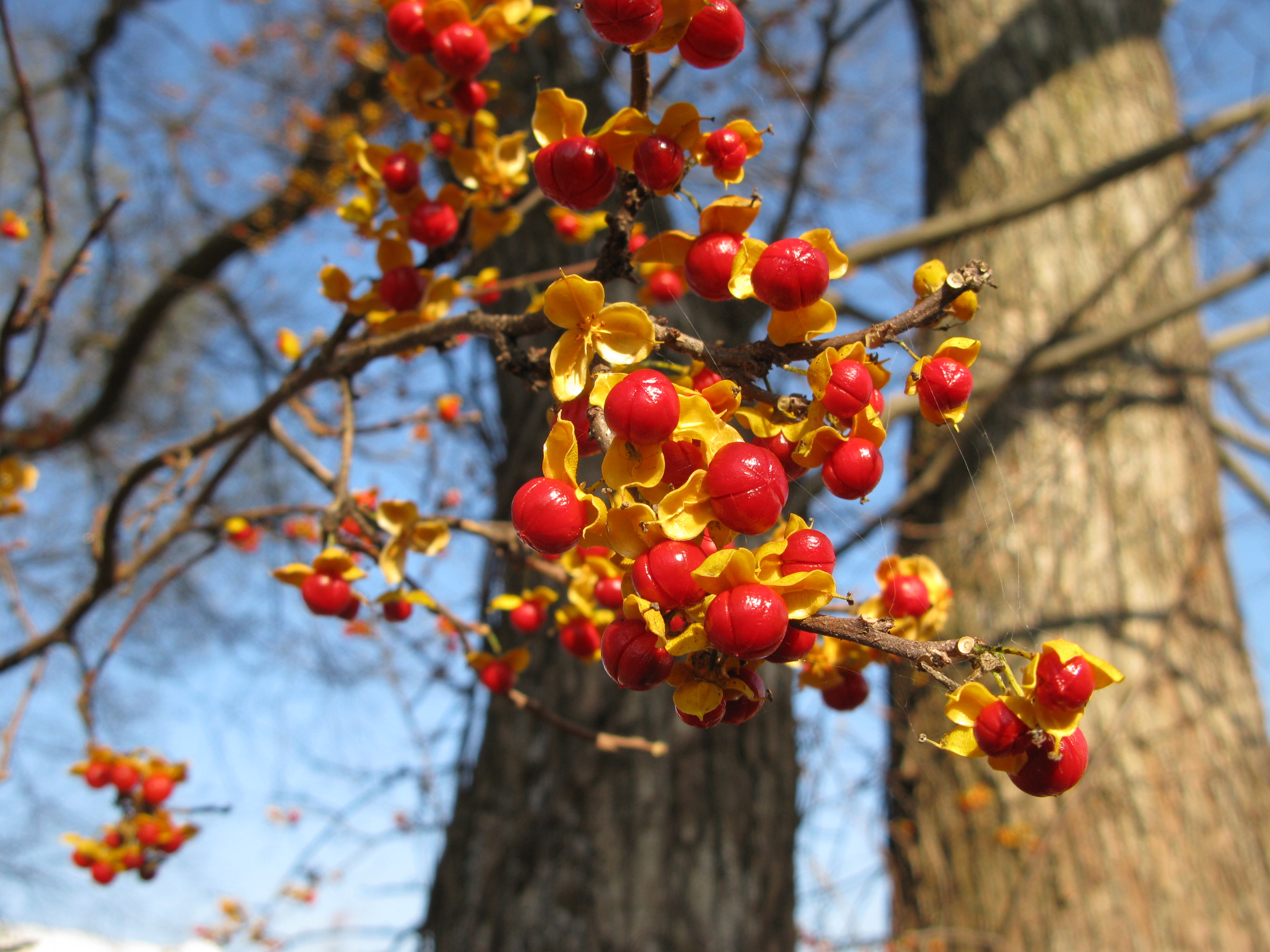
Celastrus orbiculatus
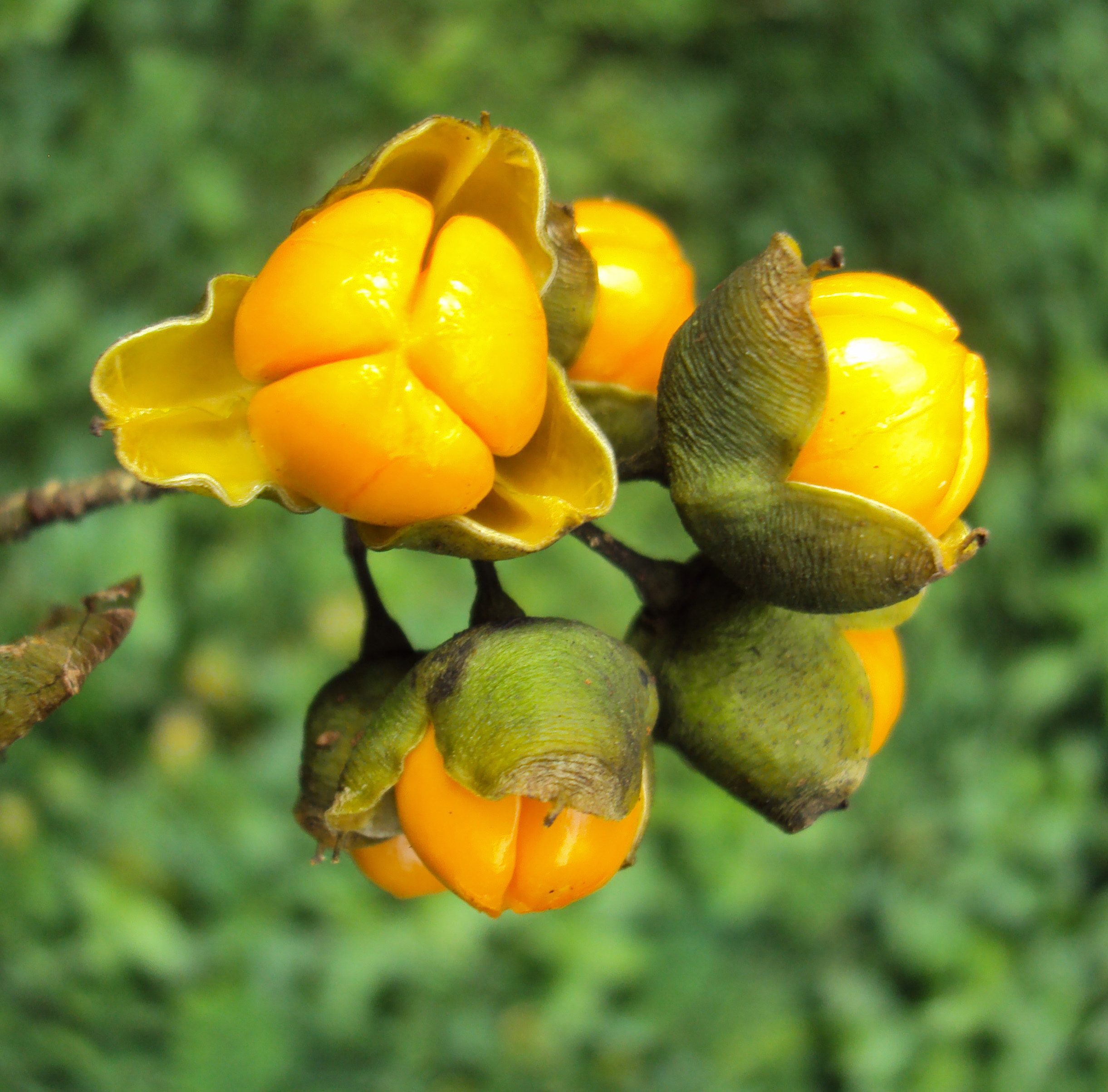
Celastrus paniculatus
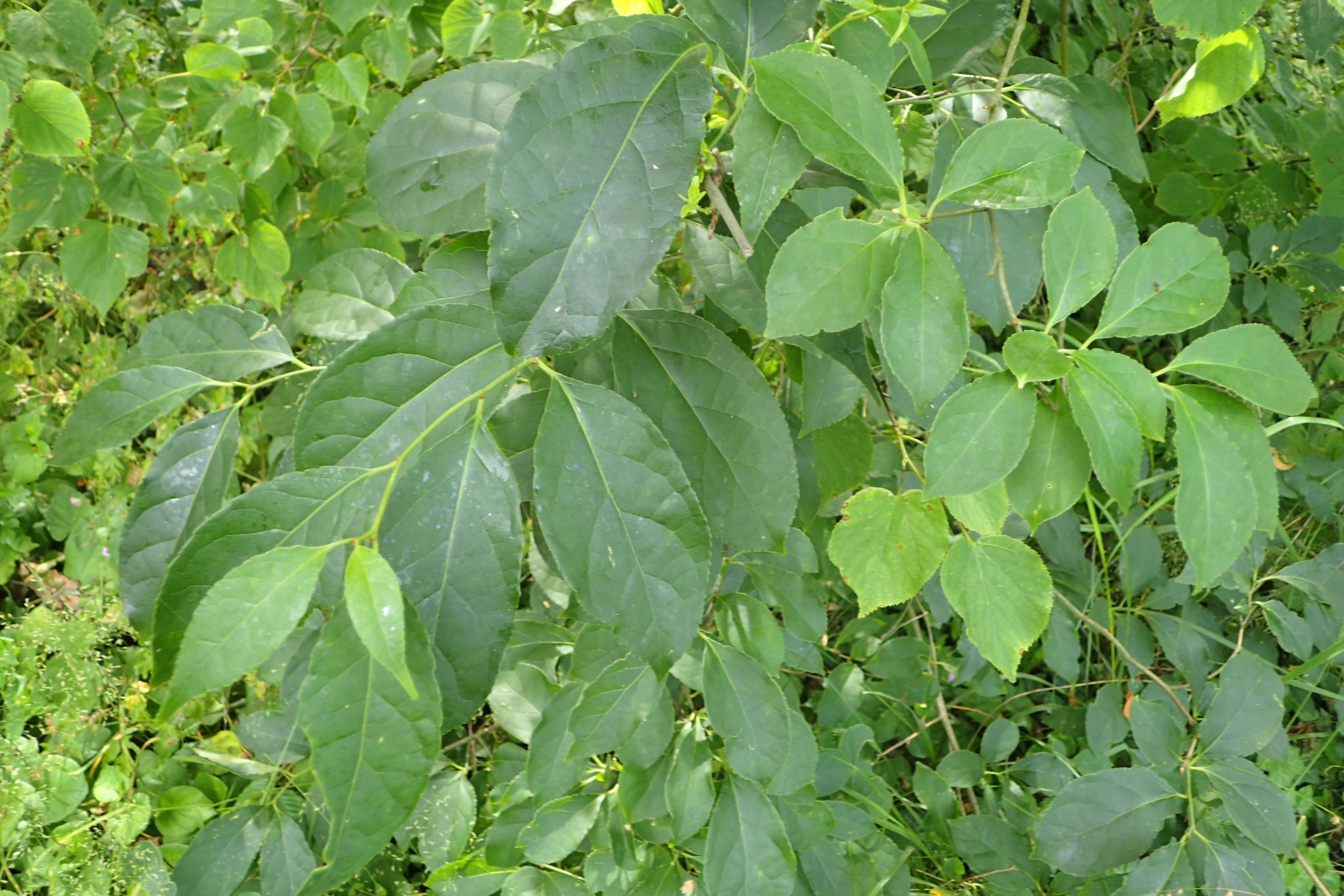
Celastrus rosthornianus
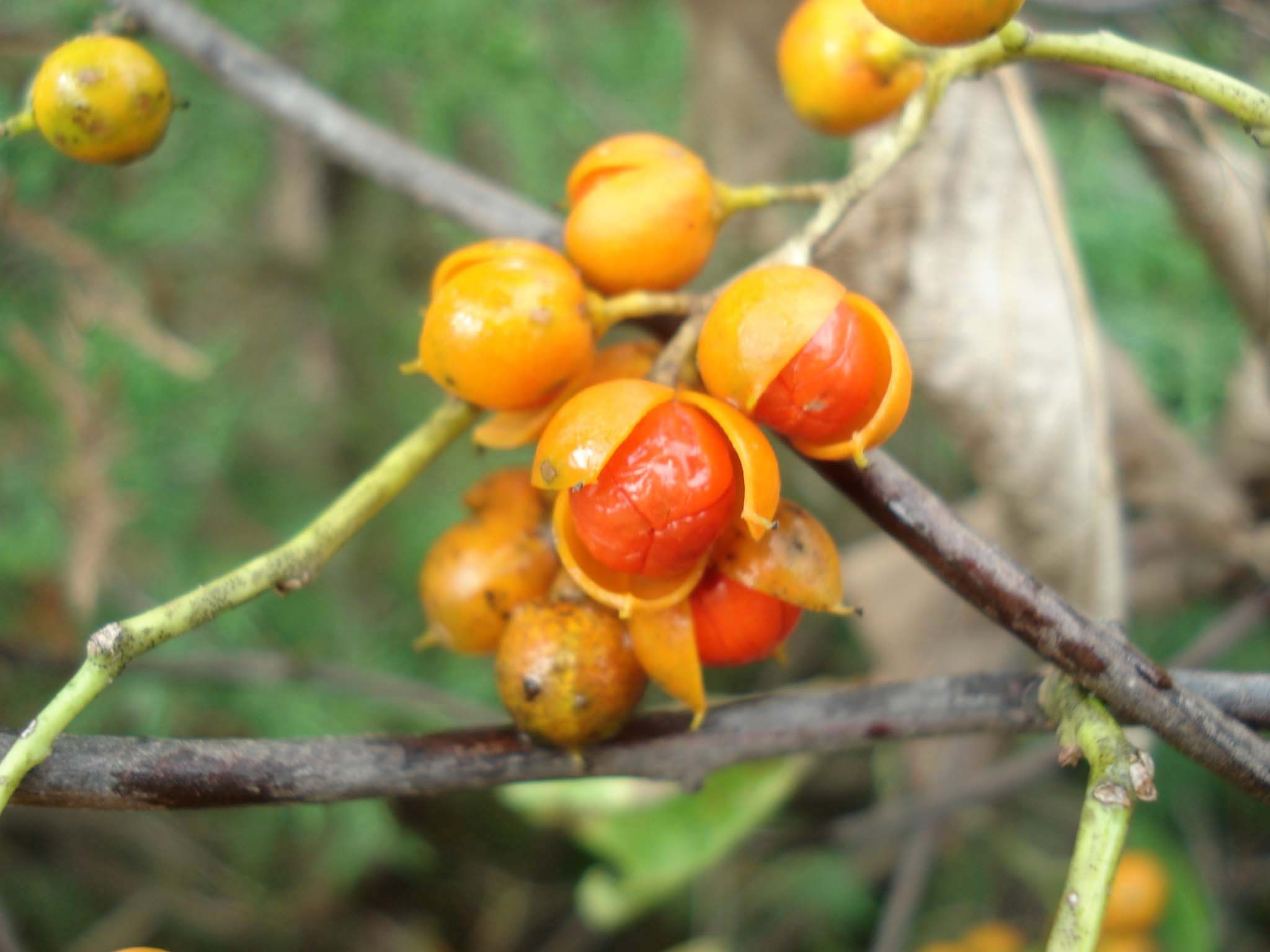
Celastrus scandens

... · 
Apodostigma · 
Bhesa · 
Celastrus · 
Cassine · 
Catha · 
Euonymus (Kardinaalsmuts) · 
Parnassia · 
Salacia · 
Stackhousia · 
...